# Aeroportul Internațional Gary/Chicago
Aeroportul Internațional Gary/Chicago (IATA: GYY, ICAO: KGYY, FAA LID: GYY) este un aeroport din Indiana, Statele Unite ale Americii ce deservește zona Chicago. Aeroportul a fost tranzitat în 2019 de 816 pasageri. A fost numit după zona deservită.
Situat la o altitudine de 180 m, aeroportul dispune de 2 piste.

## Infrastructură

### Piste
Aeroportul dispune de 2 piste. Pista 02/20 are suprafața de asfalt și dimensiunile 3.604 picioare × 100 picioare. Pista 12/30 are suprafața de asfalt și dimensiunile 8.859 picioare × 150 picioare. 